# 佐藤真由美 (歌人)
佐藤 真由美（さとう まゆみ、1973年（昭和48年） - ）は、歌人、女性誌編集者。
新潟県出身。上智大学外国語学部英語科卒業。出版社にて女性誌の編集者をつとめているとき、仕事で出会った歌人・枡野浩一に影響を受け、作歌を開始。2000年、『高円寺南4丁目16－13』30首で短歌研究社主催「うたう」作品賞入選。現代女性の感性を生かした歌風で人気を集め、エッセイなどにも表現の幅を広げつつある。また、MISIAの曲の作詞をいくつか手がけている。既婚者で三児の母。

## 作品リスト

### 著書
- 歌集『プライベート 仕事・恋愛・好き・嫌いー悲しいのはなんでかな』枡野浩一監修 (2002、マーブルトロン　2005、集英社文庫)
- 歌集『きっと恋のせい』（2003、マーブルトロン)
- 作品集『恋する短歌 22 short love stories』(2004、集英社文庫)
- エッセイ集『恋する歌音 ―こころに効く恋愛短歌50』(2005、集英社文庫)
- エッセイ集『恋する四文字熟語』(2006、集英社文庫)
- エッセイ集『乙女心注入サプリ』(2007、平凡社)
- エッセイ集『恋ばっかりもしてられない』（2009、幻冬舎文庫）
- 『恋する言ノ葉 元気な明日に、恋愛短歌。』集英社文庫 2011
- 『恋する世界文学』集英社文庫 2011

### 共著
- 作品集「脚を切る」：枡野浩一著『かんたん短歌の作り方』（2000、筑摩書房）に収録。デビュー作。
- 『恋時雨 恋はときどき泪が出る』狗飼恭子,橋口いくよ共著 メディアファクトリー ダ・ヴィンチブックス 2009

### 作詞
- MISIA「以心伝心」作詞（アルバム「EIGHTH WORLD」収録）
- MISIA「LOVE TRULY」作詞（シングル「逢いたくていま」収録）
- MISIA「百年愛」作詞（シングル「恋は終わらないずっと」収録）